# Jagdpanther
Jagdpanzer V „Jagdpanther” – niemiecki niszczyciel czołgów z czasów drugiej wojny światowej. Zbudowany na podwoziu czołgu Panther pojazd charakteryzował się skuteczną i sprawdzoną armatą 88 mm, bardzo dobrym pancerzem przednim i dobrą mobilnością.

## Historia
Niszczyciel czołgów Jagdpanther został opracowany w zakładach Kruppa (prowadzących wcześniej prace nad niszczycielem czołgów na podwoziu PzKpfw V) i Daimler-Benz zgodnie z zamówieniem z sierpnia 1943 roku na samobieżne działo przeciwpancerne. Uzbrojenie wozu stanowić miał czołgowy wariant niemieckiej armaty przeciwpancernej PaK 43 kal. 88 mm – KwK 43. Była to broń, zdolna przebić z odległości 1000 m pancerz 193 mm nachylony pod kątem 60°. Opancerzenie przedziału bojowego miało wynosić 40–80 mm, potem jednak wydano polecenie pogrubienia pancerza czołowego do 100 mm.
W listopadzie 1942 zaprezentowana została pełnowymiarowa, drewniana makieta wozu. Przygotowania do produkcji seryjnej w zakładach Daimler-Benz rozpoczęły się na początku 1943 roku. Rozpoczęcie produkcji seryjnej planowano na grudzień 1943, ale pierwsze Jagdpanthery ostatecznie opuściły taśmę produkcyjną w styczniu 1944. Od 1944 do końca wojny (produkcja ustała w marcu) Niemcy zdołali wyprodukować 392 wozy, z czego 350 trafiło do jednostek.

### Zastosowanie bojowe

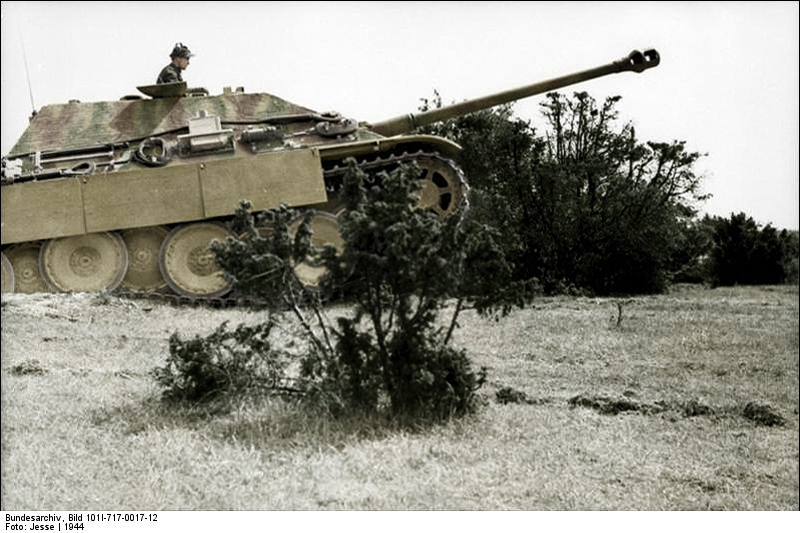
Jagdpanther we Francji, 1944 r.

W Jagdpanthery uzbrojone były samodzielne bataliony niszczycieli czołgów. Chrzest bojowy przeszły w Normandii (555. i 654. Panzerjagerabteilung) osiągając duże sukcesy, podobnie jak później w Ardenach. Na froncie wschodnim Jagdpanthery pojawiły się jesienią 1944 roku, skutecznie zwalczając radzieckie czołgi ciężkie IS-2. Pod koniec wojny walczyły w Niemczech.
Do końca wojny były najlepszymi niemieckimi niszczycielami czołgów, doskonale łączącymi dobrą manewrowość z potężną armatą niemającą odpowiedników w uzbrojeniu alianckich pojazdów. Jednak pojazdy te pojawiły się zbyt późno i przede wszystkim w zbyt małej liczbie, aby w znaczący sposób wpłynąć na przebieg wojny.
Po wojnie pojazdy tego typu były używane przez Armię Francuską do lat 60.

## Dodatkowe informacje
30 VII 1944, w pobliżu normandzkiej wioski Les Longes, trzy pojazdy Jagdpanther z 654. schwere Heeres Panzerjäger Abteilung w ciągu dwóch minut zniszczyły w zasadzce cały szwadron czołgów Mk IV Churchill, czyli ok. 10-11 wozów.

## W kulturze
Jagdpanther wystąpił w kilku filmach i grach, takich jak:
- They Were Not Divided (1950);
- It Happened Here (1965);
- w serialu HBO Kompania braci: w odcinkach pt. Carentan i Replacements występuje replika Jagdpanther, która została zbudowana na podwoziu radzieckiego czołgu T-55;
- w filmie animowanym Szeregowiec Dolot.
- w grze World of Tanks, jako czołg 7 tieru oraz w grze War Thunder na IV erze z klasyfikacją bitewną 6.3.